# Stanisław Michalik

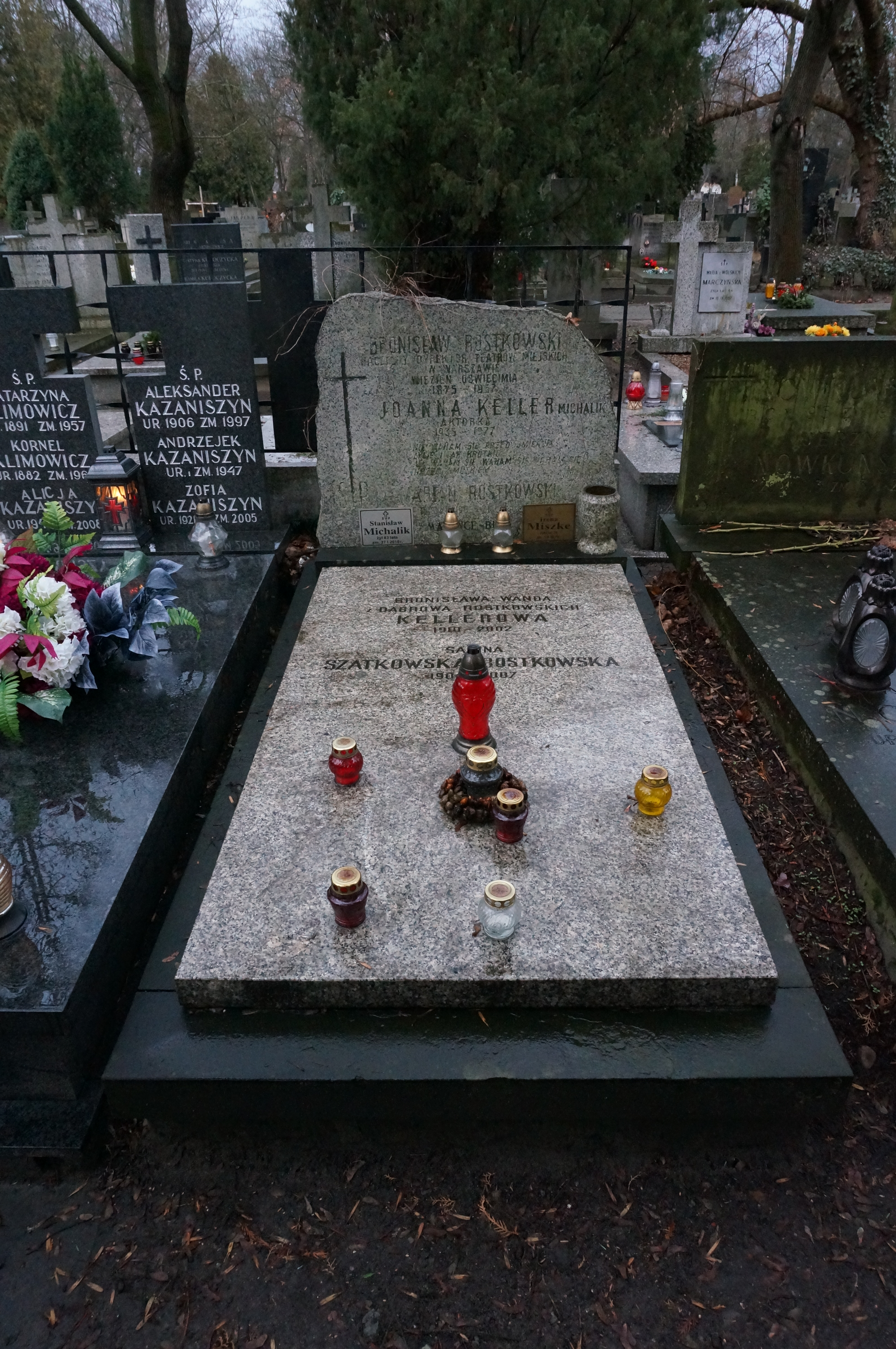
Grób Stanisława Michalika na cmentarzu Powązkowskim

Stanisław Michalik (ur. 16 maja 1927 w Krakowie, zm. 27 stycznia 2010 w Konstancinie-Jeziornie) – polski aktor teatralny, filmowy i dubbingowy.

## Życiorys
W 1952 ukończył Państwową Wyższą Szkołę Aktorską w Krakowie.
Aktor teatrów: im. Osterwy w Lublinie (1951–1957), im. Jaracza w Olsztynie (1957–1959), Ludowego w Krakowie – Nowej Hucie (1959–1963), Wybrzeże w Gdańsku (1963–1965), Polskiego we Wrocławiu (1965–1970), Studio w Warszawie (1976–1983), Narodowego w Warszawie (1983–1990). Liczne role w Teatrze Polskiego Radia oraz w Teatrze Telewizji.
Zmarł 27 stycznia 2010 w Skolimowie, został pochowany na cmentarzu Powązkowskim (kwatera 101-3-24).

## Wybrana filmografia
- 2007: Jeszcze nie wieczór jako dziadek
- 1982: Jak się łowi dzikie ptaki (8) w serialu tv Dom jako oficer UB
- 1982: 07 zgłoś się jako steward Jakubowski - Wagon pocztowy (11)
- 1976: Polskie drogi jako komunista Lopez
- 1976: Niedzielne dzieci
- 1976: Człowiek z marmuru
- 1975: Mała sprawa
- 1971: Zaraza
- 1971: Brydż jako mgr Holak
- 1971: Agent nr 1 jako oficer SS
- 1970: Raj na ziemi jako inżynier Chylicki, pełnomocnik rządu
- 1969: Tylko umarły odpowie
- 1962: Na białym szlaku jako duński oficer